# 千松ダム

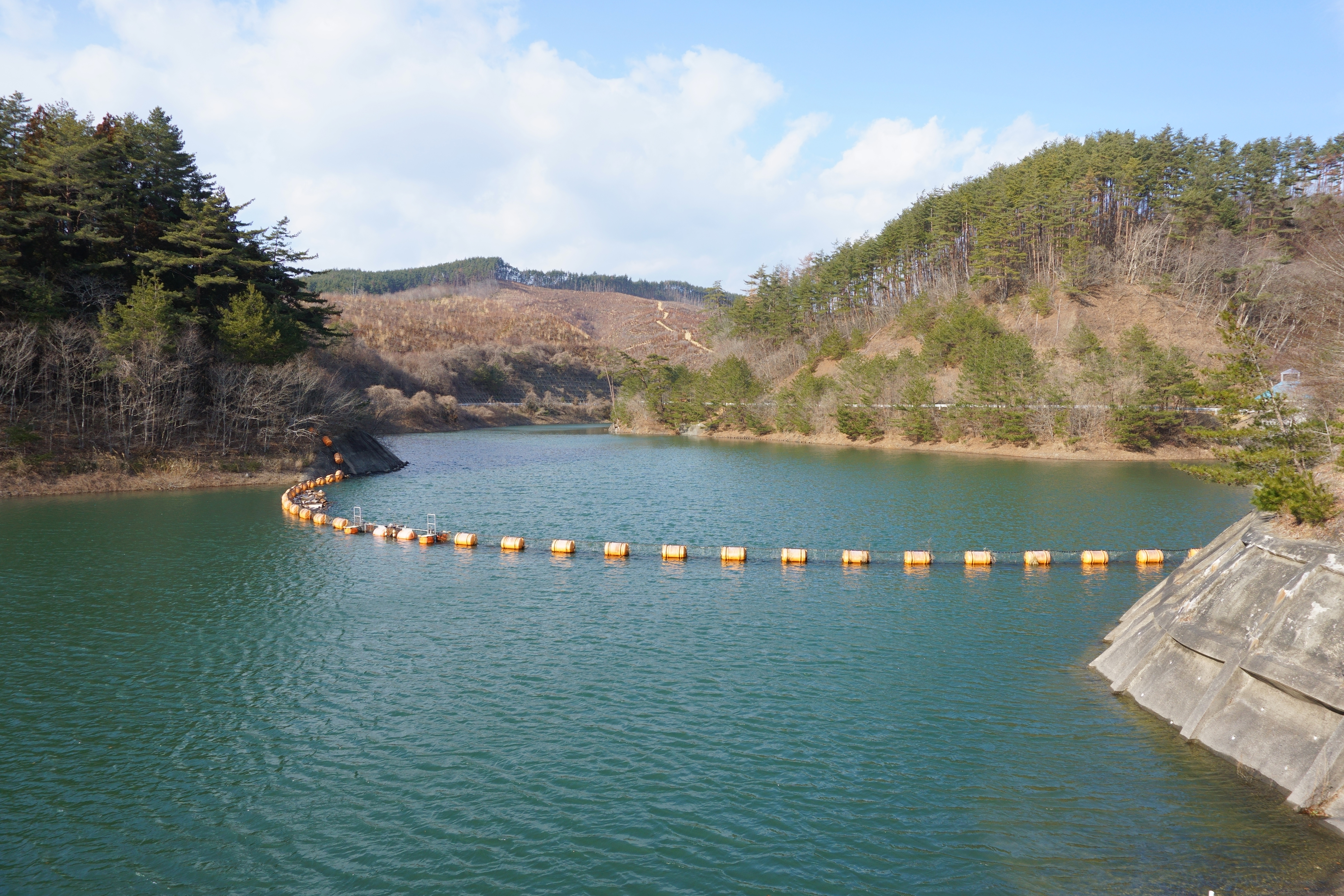
せんまつ湖（2024年2月）

千松ダム（せんまつダム）は、岩手県一関市藤沢町大籠にあるダム。

## 概要
北上川水系二俣川に建設された重力式コンクリートダムで、藤沢土地改良区が管理している。堤高26.8m、堤頂長111mで、2基のジェットフローゲートを備える。ダムによって形成された人造湖はせんまつ湖（せんまつこ）。千松ダムの名称は、ダム建設前にあった「千松調整池」から来ている。

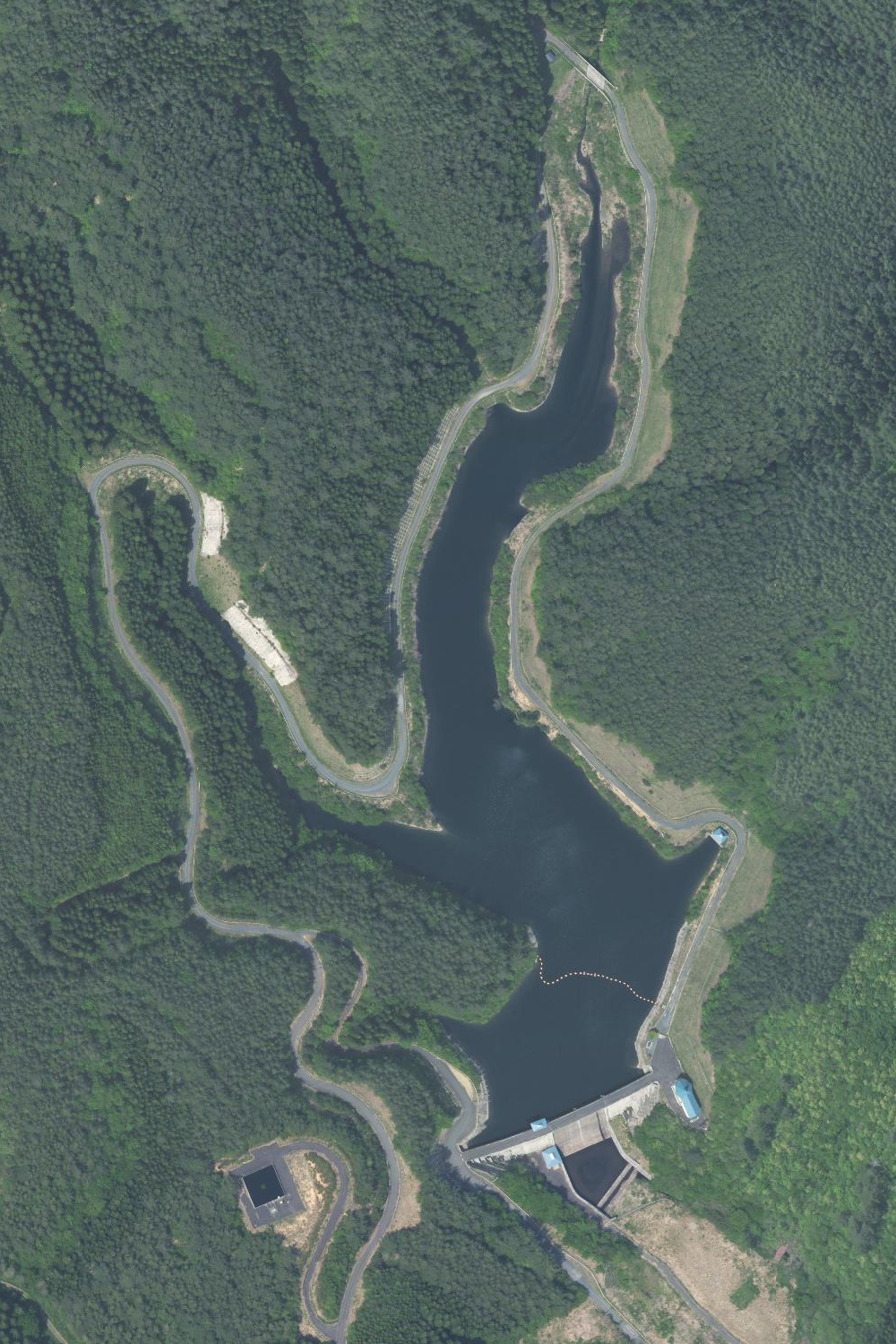
空中写真（2011年5月）
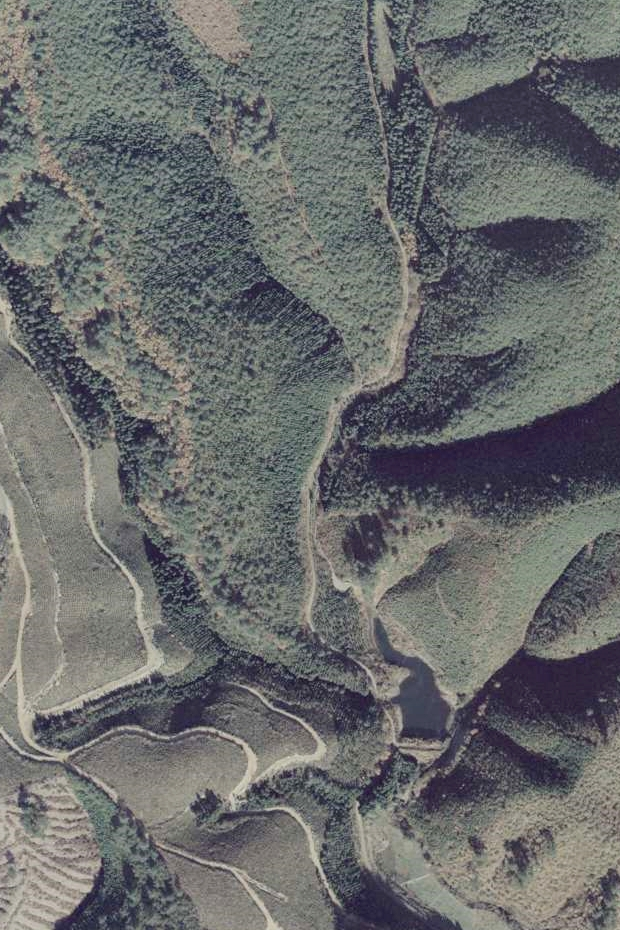
ダム建設前の空中写真（1977年11月）。右下に千松調整池がある。
国土交通省 国土地理院 地図・空中写真閲覧サービスの空中写真を基に作成

## 沿革
1996年（平成8年）5月に工事安全祈願祭を行い、建設に着手した。同年11月に定礎式を開催。1998年（平成10年）2月には湛水式を行い、運用を開始した。